# Mário Rubinski
Mário Beckmann Rubinski (Curitiba, +12 de dezembro de 1933, -19 de junho de 2021) é um artista plástico brasileiro.

## Biografia
Artista plástico, pintor filho do polonês/alemão Josef Rubinski [cidade natal mudou de nacionalidade com as guerras mundiais] e da alemã/russa Anna Nicolaiewna Beckmann Rubinski [+ São Petersburgo, Rússia]. De sólida formação eclética, universitária, bilíngue (alemão materno/português) graduação em Biblioteconomia e Documentação, bacharelado em Ciências Contábeis e no tocante à arte: formado na Escola de Música e Belas Artes do Paraná (EMBAP), atualmente integrada a Universidade Estadual do Paraná com didática para licenciatura em Desenho pela Pontifícia Universidade Católica do Paraná (PUC-PR). 
Rubinski atuou muitos anos como  professor de desenho geométrico (geometria descritiva) e professor de arte na Casa Alfredo Andersen, além de ser pintor por praticamente toda a vida. Como bibliotecário concursado foi chefe da seção de Belas Artes na Biblioteca Pública do Paraná, por décadas até aposentar-se.
Entusiasta da Pintura desde os anos 50 tem um estilo muito próprio ao qual se apegou fielmente. Por ter sido funcionário público concursado, nunca dependeu da pintura para ganhar a vida e por isso pôde pintar por prazer, i.e., jamais se preocupou em fazer pintura comercial, "o bonitinho para vender". Manteve seu estilo (de traço, de composição, de cor etc.), numa coerência vitalícia. Esta coerência faz que se reconheçam suas obras facilmente, se de sua autoria, mesmo não vista antes uma específica.  
Reconhecido desde os anos 60, com verbetes em duas edições da Enciclopédia Delta Larousse. Suas obras fazem parte do acervo de expressivos museus, como o Museu Oscar Niemeyer e o Museu de Arte Contemporânea do Paraná. No ano de  2006 o Museu Oscar Niemeyer (MON) confeccionou um calendário anual comemorativo. No calendário do MON 2006 dedicou-se cada mês a um artista renomado do Paraná e do seu acervo, com reprodução de uma obra de um autor diferente para cada mês. Rubinski, entre os doze pintores escolhidos para os doze meses do ano, era na época, o único vivo!
Sua marca distintiva nas obras é o uso simplificado de formas geométricas e de tons médios de cor para identificar paisagens urbanas com árvores, casas e ruas, com marcante preocupação com a composição.
Rubinski faleceu em Curitiba ao 19 de junho de 2021 aos 87 anos.